# بومکیرشن
بومکیرشن (به آلمانی: Baumkirchen) یک منطقهٔ مسکونی در اتریش است که در اینسبروک لند واقع شده‌است. بومکیرشن ۴٫۰۳ کیلومتر مربع مساحت دارد ۵۹۳ متر بالاتر از سطح دریا واقع شده‌است.